# Oak Point (Texas)
Oak Point ist eine Stadt im Denton County im US-Bundesstaat Texas in den Vereinigten Staaten. Das U.S. Census Bureau hat bei der Volkszählung 2020 eine Einwohnerzahl von 4357 ermittelt.

## Geografie
Die Stadt liegt an der Farm Road 424 im Nordosten von Texas, ist im Norden etwa 60 km von Oklahoma entfernt und hat eine Gesamtfläche von 15,4 km², wovon 0,6 km² Wasserfläche ist.

## Demografische Daten
Nach der Volkszählung im Jahr 2000 lebten hier 1.747 Menschen in 600 Haushalten und 498 Familien. Die Bevölkerungsdichte betrug 118,3 Einwohner pro km². Ethnisch betrachtet setzte sich die Bevölkerung zusammen aus 93,53 % weißer Bevölkerung, 1,03 % Afroamerikanern, 0,74 % amerikanischen Ureinwohnern, 0,23 % Asiaten, 0,00 % Bewohnern aus dem pazifischen Inselraum und 2,35 % aus anderen ethnischen Gruppen. Etwa 2,12 % waren gemischter Abstammung und 7,27 % der Bevölkerung waren spanischer oder lateinamerikanischer Abstammung.
Von den 600 Haushalten hatten 42,7 % Kinder unter 18 Jahre, die im Haushalt lebten. 75,5 % davon waren verheiratete, zusammenlebende Paare. 6,0 % waren allein erziehende Mütter und 17,0 % waren keine Familien. 13,0 % aller Haushalte waren Singlehaushalte und in 2,8 % lebten Menschen, die 65 Jahre oder älter waren. Die Durchschnittshaushaltsgröße betrug 2,91 und die durchschnittliche Größe einer Familie belief sich auf 3,22 Personen.
30,2 % der Bevölkerung waren unter 18 Jahre alt, 5,2 % von 18 bis 24, 36,2 % von 25 bis 44, 24,2 % von 45 bis 64, und 4,2 % die 65 Jahre oder älter waren. Das Durchschnittsalter war 36 Jahre. Auf 100 weibliche Personen aller Altersgruppen kamen 100,3 männliche Personen. Auf 100 Frauen im Alter von 18 Jahren und darüber kamen 97,4 Männer.
Das jährliche Durchschnittseinkommen eines Haushalts betrug 79.180 USD, das Durchschnittseinkommen einer Familie 89.464 USD. Männer hatten ein Durchschnittseinkommen von 60.379 USD gegenüber den Frauen mit 37.031 USD. Das Prokopfeinkommen betrug 34.266 USD. 1,9 % der Bevölkerung und 0,6 % der Familien lebten unterhalb der Armutsgrenze. Davon waren 2,0 % Kinder und Jugendliche unter 18 Jahren und 0,0 % waren 65 oder älter.